# شهرستان هادیا
شهرستان هادیا (به لاتین: Hadiya Zone) یک منطقهٔ مسکونی در اتیوپی است. شهرستان هادیا ۱٬۹۸۷٬۳۶۵ نفر جمعیت دارد.